# Lucky (SUPERCARの曲)
「Lucky」（ラッキー）は、1997年12月12日に発売されたSUPERCARの2枚目のシングル。

## 解説
- 前作より約3ヶ月ぶりのリリースとなった。
- 中村弘二よるとデヴィッド・ボウイが95年に発表したアルバム『アウトサイド』に収録されている『Strangers When We Meet』のような曲を作ってみたいと思い、できた曲だが「当時はスキルがないので結果は違うものに(なってしまった)」とのこと[1]。

## 収録曲
1. Lucky (4:16)
  - この歌のPVにデーブ・スペクターが出演している。
2. Hello (3:37)
3. RIGHT NOW (2:49)

全作詞：石渡淳治　作曲：中村弘二　編曲：SUPERCAR